# 平成28年台風第9号
平成28年台風第9号（へいせい28ねんたいふうだい9ごう、アジア名：ミンドゥル/Mindulle）は、2016年8月に関東地方に上陸し、その後北海道に再上陸した台風である。

## 概要

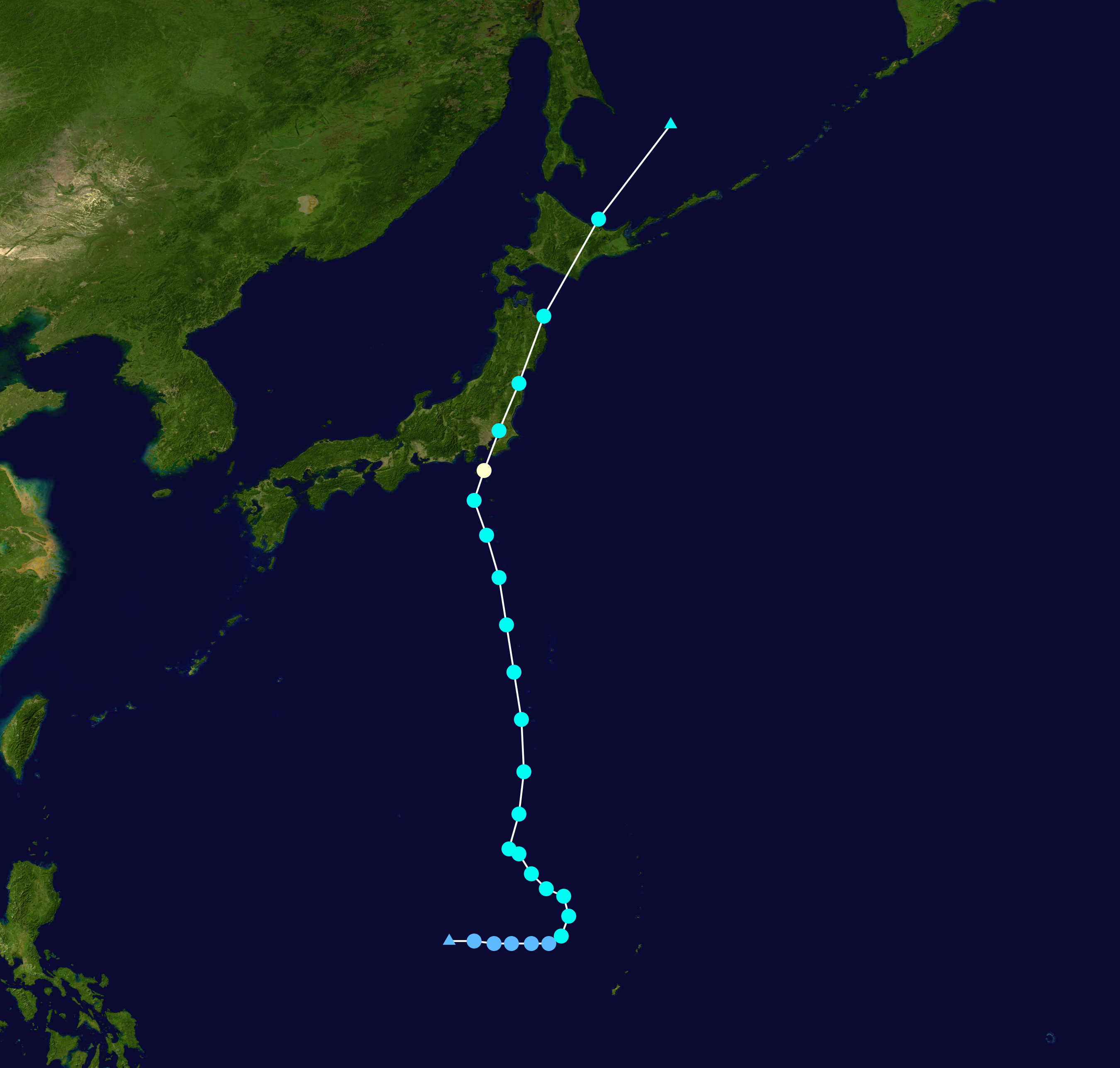
進路図

2016年8月16日頃に形成が始まった低圧部から、17日21時 (協定世界時17日12時) に、JMA TD 21 (後の台風11号)と同時に発生。合同台風警報センター（JTWC）は18日6時(協定世界時17日21時)に熱帯低気圧番号10Wを付与した。10Wは19日15時にマリアナ諸島付近（北緯17度50分・東経141度50分）で台風9号となり、アジア名「ミンドゥル（Mindulle）」と命名された。命名国は北朝鮮で、タンポポを意味する。台風は勢力を強めながら小笠原諸島から伊豆諸島に沿う形で北上し、21日21時には暴風域を伴った。22日3時には八丈島の西海上で、中心気圧975hPa・最大風速35m/sの強い台風となって最盛期を迎え、22日正午頃に強い勢力で千葉県館山市付近に上陸。上陸後も北上は続き、関東地方と東北地方を縦断した後、23日6時前に北海道日高地方中部に再上陸した。その後23日の正午頃に、 オホーツク海（北緯46度・東経145度）で温帯低気圧に変わった。
この台風の北海道上陸により、北海道には8月17日からの1週間で3個もの台風が上陸したことになり（7号・11号・9号）、1年間で3個の台風が北海道に上陸したのは1951年の統計開始以来初めてとなった。

## 気象状況

### 大雨
降り始めの21日21時から23日06時までの解析雨量積算では、関東地方南部や伊豆諸島、静岡県を中心に200ミリを超え、400ミリを超えたところもあった、又、北海道では23日明け方から朝にかけて特に日高地方や大雪山系周辺で集中的な大雨となった。
1時間雨量
東京都青梅市（青梅）：107.5ミリ（8/22日12時33分まで）
埼玉県所沢市（所沢）： 76.5ミリ（8/22日11時36分まで）
北海道日高郡新ひだか町（静内）：65.0ミリ（8/23日5時48分まで）
青梅、所沢、静内での統計開始以来の極値を更新した。
3時間雨量
北海道上川郡美瑛町（白金）：123.5ミリ（8/23日7時10分まで）
北海道上川郡上川町（層雲峡）：80.5ミリ（8/23日7時10分まで）
白金、層雲峡での統計開始以来の極値を更新した。
24時間雨量
北海道上川郡美瑛町（白金）：191.0ミリ（8/23日11時10分まで）
白金での統計開始以来の極値を更新した。

### 暴風
台風の接近に伴い、伊豆諸島や関東地方沿岸部を中心に風が強まり、15m/s以上の強い風を観測した所があった。最大風速は、千葉県勝浦で31.5 m/s、東京都三宅島で30.4m/sを観測するなど猛烈な風が吹いた。
最大瞬間風速
東京都八丈町（八重見ヶ原津）：50.9m/s（8/22日1時23分）
千葉県勝浦市（勝浦）：45.5m/s（8/22日13時15分）
最大風速
千葉県勝浦市（勝浦）：31.5m/s（8/22日13時17分）
中京圏や西日本は台風の影響を受けず、晴天が続いた。

## 被害・影響

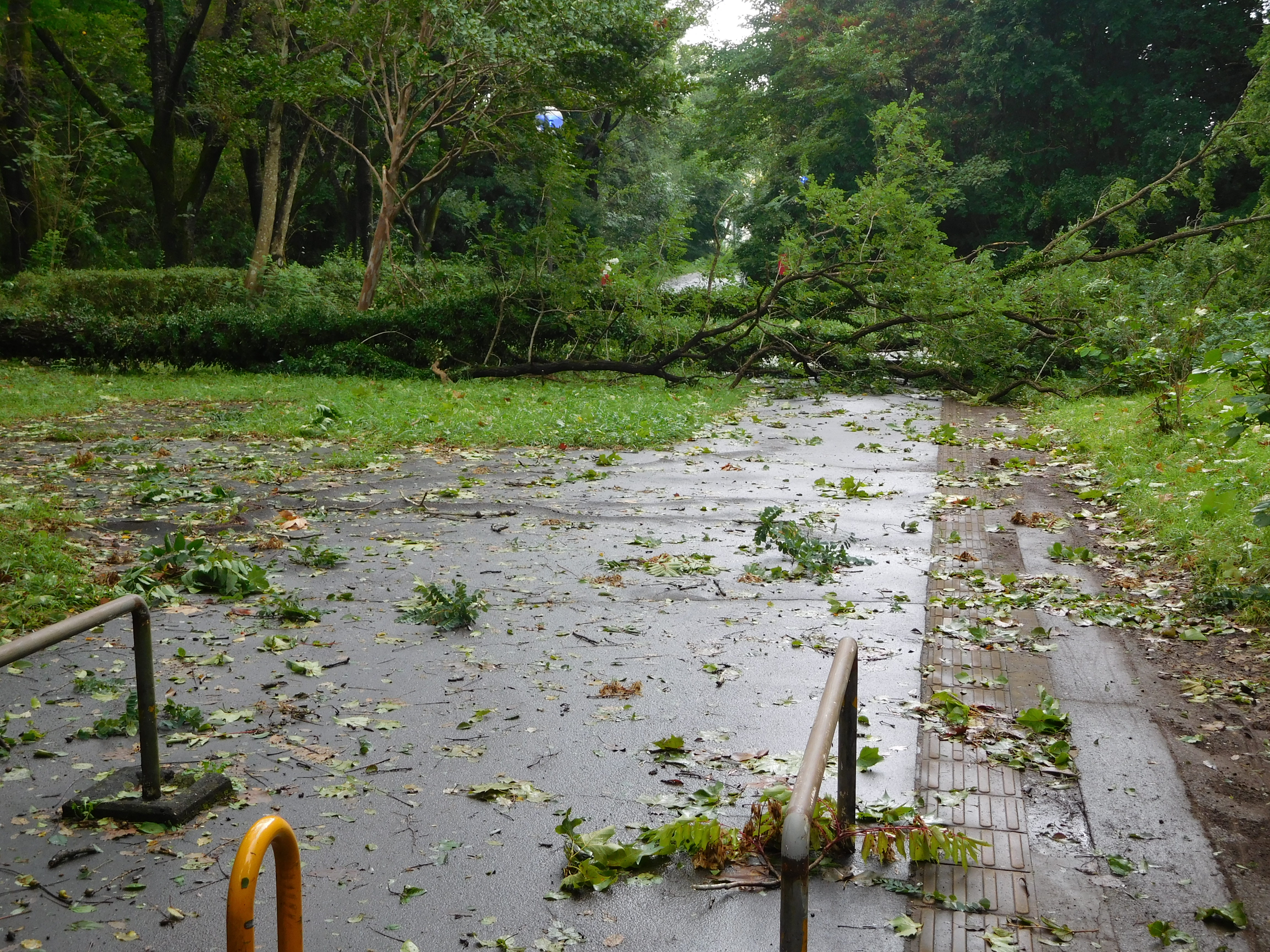
台風よる倒木（茨城県つくば市）

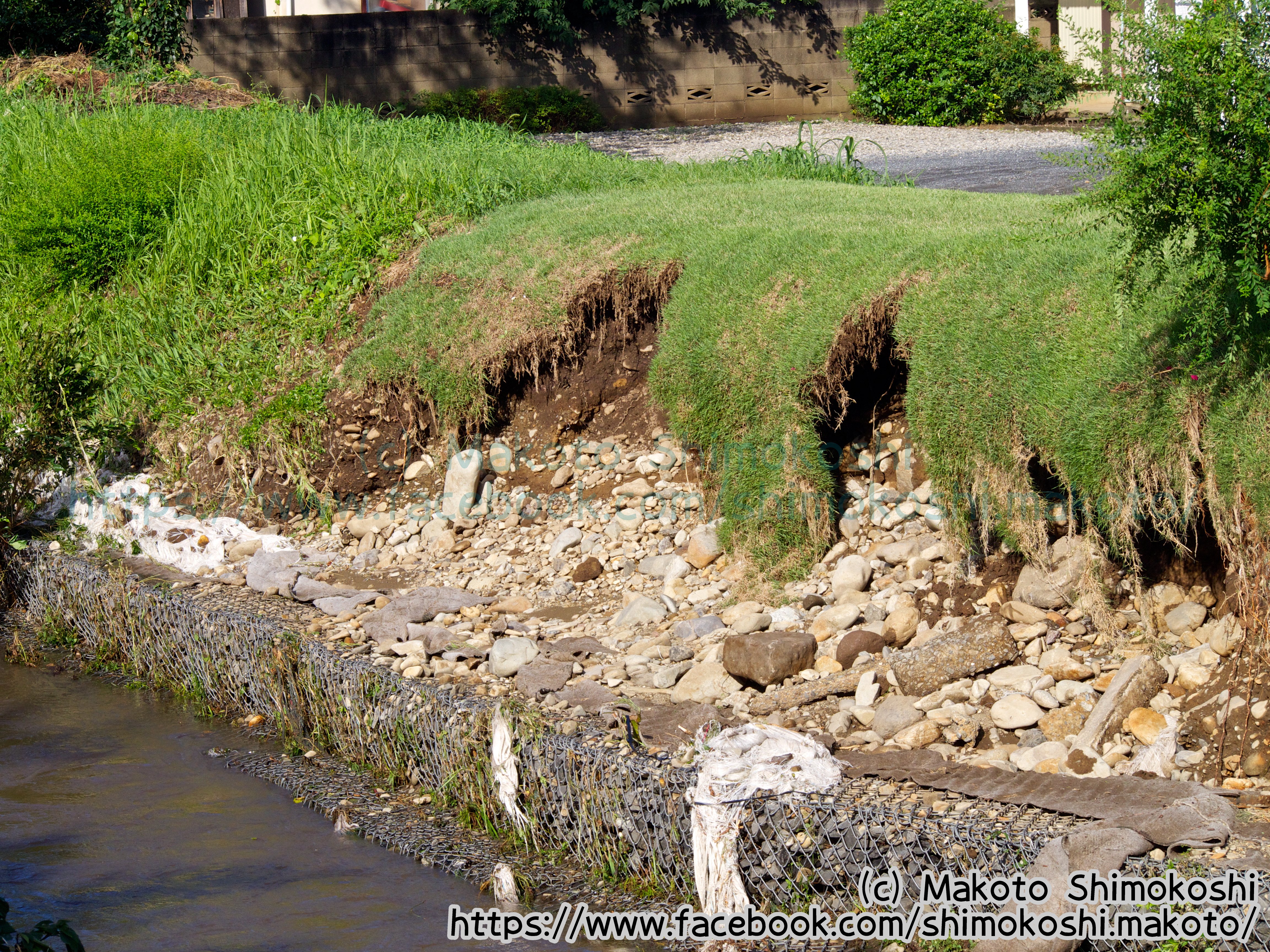
台風通過後の不老川

- 8月22日、NHKは台風9号及び11号関連の報道のため、当初予定していた2016年リオデジャネイロオリンピックの閉会式の総合テレビでの放送を取りやめ、連続テレビ小説『とと姉ちゃん』の昼の再放送を除く日中の通常番組を全て台風関連ニュースに差し替えて17時まで放送した。なお、リオデジャネイロオリンピックの閉会式についてはEテレに振り替えて午前7時30分から11時35分まで放送した[16]。
- 8月22日、神奈川県相模原市の国道で、自転車に乗っていた58歳の女性が大雨による濁流によって死亡した。このほか、千葉県で26人など日本全国で計67人が負傷した[1]。
- 8月22日、西武多摩湖線西武遊園地駅 - 武蔵大和駅間（東京都東村山市）を走行中の国分寺行きの電車（新101系4両編成）が武蔵大和駅近くで崩れた土砂に車両が乗り上げて脱線した[17]。この車両は8月28日に引き上げられた[18]。西武多摩湖線は、9月6日に運転を再開した。また、山手線（原宿駅での倒木のため）[19]、内房線[19]、外房線[19]、東海道線、湘南新宿ラインが一時運休した。
- 8月23日午後7時30分時点で、大網白里市で約3,400戸など千葉県内で約11,000戸が停電していた[20]。
- 8月24日、台風9号に伴う大雨で貯水量が回復したとして、関東地方整備局は6月から実施していた利根川水系の取水制限を解除した[21]。

### 北海道
- 8月23日午前4時ごろ日高町では、国道235号で土砂崩れが発生し、車十数台が立ち往生したが24日18時に通行可能となった、又、上川町の国道39号では山側の斜面が崩れ、土砂が約40～50mにわたり路面を覆ったが24日18時に通行可能となった[22][23][24]。平取町では、シラウ川の橋（長さ約5m、幅約3m）の手前が崩れ、通りかかった乗用車が転落した、運転手は自力で岸にたどり着きけがはなかったという。また、旭川市西神楽の辺別川で堤防が決壊したほか、計28河川が氾濫した。[25]。
- 8月23日、北海道の石北本線上川駅 ～中越信号場間で道床、路盤が約40mに亘って流出、保線車両が脱線横転し、作業員3人が負傷した[26][27]。美瑛町の観光名所青い池で池が茶色く濁り、一部で水位の低下が発生した[28]。美瑛川の護岸崩壊のため、池の周囲は立ち入り禁止となった[28]。
- 8月24日、北海道開発局は、台風9号に伴う大雨で石狩川本川の深川市納内町付近及び旭川市神居町神居古潭において浸水面積が約120ha、浸水家屋が6戸のはん濫が発生したと発表した[29]。

## 行政の対応

### 政府
8月21日、17:10に「台風第11号に関する情報連絡室」を、「台風第11号及び第9号に関する情報連絡室」に改称。
8月28-29日、務台内閣府大臣政務官を団長とする平成28年台風第11号及び第9号等に係る現地調査団を派遣。

### 防衛省
北海道関係
8月23日、15:00時、北海道知事から上川郡美瑛町における給水支援に係る災害派遣要請
8月24日、美瑛町内の計7か所において、給水支援を実施：約121.5ｔ。

### 国土交通省
8月23日、北海道開発局より 美瑛町の給水支援のため、給水機能付き散水車を派遣 。